# Hey Joe
Hey Joe est une chanson américaine populaire des années 1960 qui est devenue un standard du rock, et a été interprétée dans de nombreux styles musicaux par des centaines d'artistes différents, notamment par Jimi Hendrix.
Elle est généralement attribuée à Billy Roberts en 1962, mais son auteur véritable est inconnu. Les paroles parlent d'un homme qui est en fuite et envisage de se rendre au Mexique après avoir tiré sur sa femme infidèle.
À la fin de 1965, le groupe de Garage Rock de Los Angeles, The Leaves, enregistre la première version commerciale connue de Hey Joe, qui sort en single. Insatisfaits du résultat, ils réenregistrent la chanson et publient un nouveau single en 1966, qui est un échec, puis un troisième la même année qui devient un succès aux États-Unis. En octobre 1966, Jimi Hendrix enregistre Hey Joe avec le Jimi Hendrix Experience. Cette version devient un succès au Royaume-Uni. En novembre 1966, à l'Olympic Sound Studio, à Londres, le chanteur français Johnny Hallyday enregistre une adaptation française du titre, qui devient un standard de son répertoire.

## Histoire
Billy Roberts est le premier artiste à en faire un succès en 1962 ; mais c'est la version de Tim Rose en 1965, puis la reprise de Jimi Hendrix l'année suivante, qui propulse le titre de manière planétaire et définitive[pas clair].
La même année (1966), Hey Joe est un tube aux États-Unis pour les groupes The Leaves et Love (sur leur premier album).

## Reprise des Byrds
Les Byrds ont inclus un enregistrement de la chanson, intitulé Hey Joe (Where You Gonna Go), dans l'album Fifth Dimension en 1966. Le chanteur principal de la version des Byrds est David Crosby, qui a convaincu de reprendre la chanson et de la populariser au sein de la communauté musicale plus large de Los Angeles. Crosby avait voulu enregistrer la chanson dès le début du groupe en 1964, mais les autres membres du groupe n'étaient enthousiastes à propos de la chanson. Au moment des sessions d'enregistrement de Fifth Dimension, plusieurs autres groupes ont déjà connu le succès avec des reprises de Hey Joe. Le guitariste et chef de groupe de Byrds, Roger McGuinn, a rappelé dans une interview que "La raison pour laquelle Crosby a chanté sur Hey Joe est que c'était sa chanson. Il ne l'a pas écrite mais il est responsable de l'avoir trouvée. Il voulait la chanter depuis des années mais nous ne le laissions jamais faire. Ensuite, Love et The Leaves ont eu un petit succès avec, et David s'est tellement mis en colère que nous avons dû le laisser faire."
Le consensus général au sein du groupe et parmi les critiques fut alors que la version de Byrds n'était pas une lecture entièrement réussie de la chanson et était inférieure aux enregistrements précédents de la chanson par Love et The Leaves. Des années plus tard, McGuinn et le manager du groupe, Jim Dickson, ont critiqué la performance vocale de Crosby sur la chanson, la jugeant pas assez puissante pour porter le sujet agressif et ont regretté que la chanson ait été incluse dans Fifth Dimension. Crosby lui-même a admis plus tard que l'enregistrement de la chanson était une erreur de sa part, déclarant : "c'était une erreur, je n'aurais pas dû le faire. Tout le monde fait des erreurs."
La chanson devint un incontournable du répertoire des concerts live des Byrds en 1966 et 1967. Le groupe a également inclus la chanson dans leur répertoire du Monterey Pop Festival. Elle figure dans le coffret DVD The Complete Monterey Pop Festival 2002 ainsi que sur le coffret CD du Monterey International Pop Festival de 1992.

## Reprise de la version de Tim Rose par Jimi Hendrix (1966)
Singles de The Jimi Hendrix Experience
Purple Haze
(1967)
Pistes de la réédition de Are You Experienced
Are You Experienced? Stone Free
La version plus lente de la chanson par le chanteur de folk rock Tim Rose (enregistrée en 1966 et prétendu être l'arrangement de Rose d'une chanson entièrement traditionnelle) a inspiré le premier single de Jimi Hendrix Experience. L'ancien bassiste des Animals, Chas Chandler, désormais producteur et manager d'autres groupes, avait également vu Rose interpréter la chanson au Cafe Wha? à New York et cherchait un artiste pour enregistrer une version rock de "Hey Joe",. Chandler a découvert Jimi Hendrix, qui avait également joué au Café Wha? en 1966 et interprétant Hey Joe inspiré de l'interprétation de Rose. Chandler décide d'emmener Hendrix avec lui en Angleterre en septembre 1966, où il fera par la suite du guitariste une star. Rose a réenregistré Hey Joe dans les années 1990, le renommant Blue Steel .44 et a de nouveau revendiqué la chanson comme son propre arrangement d'une chanson traditionnelle.
Certains comptes créditent la version plus lente de la chanson par le groupe britannique The Creation comme étant l'inspiration pour la version de Hendrix ; Chandler et Hendrix les ont vus interpréter la chanson après l'arrivée d'Hendrix au Royaume-Uni, bien que la version de Creation n'ait été publiée qu'après celle d'Hendrix. On ne sait pas si les membres de The Creation avaient entendu la version de Tim Rose.
Sortie en décembre 1966, la version d'Hendrix est devenue un succès au Royaume-Uni, entrant dans le Top 10 du UK Singles Chart en janvier 1967 et culminant à la sixième place. Le single est sorti aux États-Unis le 1er mai 1967 avec en face B 51st Anniversary, mais n'a pas réussi à percer. Néanmoins, "Hey Joe" enregistré par Jimi Hendrix Experience, avec les chœurs des Breakaways, reste la version la plus connue de la chanson et figure au 201e rang des 500 plus grandes chansons de tous les temps du magazine Rolling Stone. En 2000, le magazine Total Guitar l'a classée 13e meilleure reprise de tous les temps. En 2009, elle a été nommée 22e plus grande chanson de hard rock de tous les temps par VH1. "Hey Joe" était la dernière chanson interprétée par Hendrix au festival de Woodstock en 1969 et en tant que telle, c'était aussi la dernière chanson de tout le festival. La chanson a été interprétée après que la foule, composée des 80 000 personnes qui n'avaient pas encore quitté le festival, ait applaudi pour un rappel.

## Reprises et adaptations

### Reprises
Hey Joe a été reprise par beaucoup d'artistes et notamment :
- Les Byrds sur l'album Fifth Dimension, sorti en 1966, sur l'insistance de David Crosby[21].
- " Hey Joe " est repris par Cher sur un single en 1967.
- Deep Purple sur l'album Shades of Deep Purple, en 1968.
- Toujours en 1968, les Mothers of Invention de Frank Zappa chantent la parodie Flower Punk sur We're Only in It for the Money.
- En 1969, Wilson Pickett chante Hey Joe accompagné de Duane Allman à la guitare.
- En 1974, Hey Joe est le premier single de Patti Smith, dans une version très réarrangée, avec Tom Verlaine à la guitare.
- En 1983 par Soft cell sur l'album The Art of Falling Apart
- En 1985 par Alain Bashung, dans l'album "Live Tour 85", reprise des paroles de Johnny Hallyday .
- Black Uhuru sur l'album Now en 1990.
- Paul Gilbert sur l'album Tribute to Jimi Hendrix, en 1991.
- Type O Negative sur The Origin of the Feces, en 1992, en renommant la chanson Hey Pete, Peter Steele étant le chanteur du groupe.
- La chanson est également reprise pour le film Innocents: The Dreamers par Michael Pitt, chanteur du groupe Pagoda, et par Tina Turner en 1984.
- Le Groupe Nick Cave And The Bad Seeds propose une version de la chanson sur l'album de reprise Kicking Against The Pricks, paru en 1986.
- Willy DeVille, en 1992 sur l'album Backstreets of Desire (ainsi que sur son (live) de 1993).
- Body Count sur l'album Born Dead, sorti en 1994.
- The Make-Up sur l'album Save Yourself sorti en 1999.
- Lee Moses sur l'album Times and Place.
- Le Malgache Mikea sur son album Hazolava en 2013.
- Charlotte Gainsbourg pour la bande originale du film Nymphomaniac en 2014. Cette version sera d'ailleurs reprise dans l'épisode 7 de la série Gypsy.

Elle a aussi été reprise en live par Joe Satriani, Steve Vai, Robert Plant, Roy Buchanan, Popa Chubby, Slash, Ten Years After, Kid Cudi, O Rappa, ZZ Top, Tim O'Brien (Bluegrass), Walter Trout, et bien d'autres.

### Adaptations
- Au Québec, en 1967, Hey Joe, est adaptée en français (sous le même titre), par Tony Roman et Eddy Marnay, elle est interprétée en duo par Nanette Workman et Tony Roman[22] ; le titre est également enregistré, toujours en 1967, par Karo et Donald Pascal[23].
- En France, Hey Joe est adapté par Gilles Thibaut pour Johnny Hallyday en 1967.
- Le titre est aussi adapté par Les Charlots sous forme d'un pastiche : (Hey Max).

## Version de Johnny Hallyday
Singles de Johnny Hallyday
Si j'étais un charpentier
(1966) Je suis seul
(1967)
En août et septembre 1966, Johnny Hallyday est à Londres pour l'enregistrement d'un nouvel album. C'est là, qu'un soir il fait la connaissance de Noel Redding et Jimi Hendrix alors quasi inconnu et sans maison de disques. Très impressionné par la performance d'Hendrix, Hallyday lui propose d'assurer la première partie de sa tournée de rentrée à l'automne. C'est ainsi que le Jimi Hendrix Experience fait sa première prestation officielle le 13 octobre 1966 à Évreux en première partie du chanteur ; trois autres dates vont suivre, dont l'ultime, le 18 à l'Olympia de Paris, à l'occasion d'un Musicorama consacré à Johnny Hallyday.
Johnny Hallyday est particulièrement impressionné par la version de Hey Joe de Jimi Hendrix et décide de l'enregistrer. Il confie à Gilles Thibaut la charge de l'adapter en français, avec comme indication pour l'atmosphère de la chanson, d'écrire quelque chose qui s'apparenterait au titre de Jacques Brel Jef. Les paroles françaises diffèrent totalement de la version originale, il n'est alors plus question de la cavale d'un homme vers le Mexique, mais du dépit amoureux de celui qui harangue son rival et vainqueur, nommé Joe.
Le super 45 tours sort le 15 mars 1967. La version d'Hallyday, plus acoustique, est un succès en France, elle atteint la 2e place des hits parades, reste classée 10 semaines dans le top 10 et 21 dans le top 100.

### La version inédite avec Jimi Hendrix à la guitare
Alors que Johnny Hallyday est à l'Olympic Sound Studio, où il enregistre Hey Joe en novembre 1966,. Jimi Hendrix en visite, saisit spontanément une guitare acoustique et joue sur la piste où chante Hallyday. Cette version n'est pas celle retenue pour le disque ; elle reste inédite durant vingt-six ans. La participation d'Hendrix est authentifiée et confirmée, en 1993, à l'occasion de la sortie du livre Johnny (éditions Vade Retro), incluant un CD d'inédits,, sur lequel elle est pour la première fois diffusée. Jimi Hendrix est désormais crédité parmi les musiciens ayant participé à l'enregistrement (témoin, à titre d'exemple : l'édition en 2000 du CD Johnny 67, proposant Hey Joe parmi cinq titres bonus).

### Crédit des musiciens
The Blackburds (orchestre de Johnny Hallyday)
- Mick Jones : guitare solo
- Gérard Fournier : basse
- Tommy Brown : batterie
- Raymond Donnez : claviers, harmonica
- Brian Auger : orgue
- Jean Tosan : saxophone
- Gérard Pisani : trompette
- Pierre Ploquin : trompette
- Jacques Ploquin : trompette
- Gilles Pellegrini : trompette
- Luis Fuentes : trombone, percussions
- Jimi Hendrix : guitare acoustique (musicien additionnel)

Ingénieur du son : Giorgio Gomelsky - Réalisation : Lee Hallyday

### Discographie
Studio :
1967 :
45 tours promo Philips 373961 : Hey Joe - La petite fille de l'hiver
Super 45 tours Philips 437304 : Hey Joe - La petite fille de l'hiver - Je suis seul - Je crois qu'il me rend fou
Enregistrements public :
- 1967 : Olympia 67
- 1967 : Johnny au Palais des sports (Les paroles originales qui évoquent la Guerre du Viêt Nam : « Le Viêt Nam, la bombe tu t'en fous de tout ça », sont modifiées et font ici allusions à la Guerre des Six Jours : « Israël la bombe tu t'en fous de tout ça »)
- 1976 : Johnny Hallyday Story - Palais des sports
- 1984 : Johnny Hallyday au Zénith
- 1985 : Johnny Hallyday Zénith 85 (sortie posthume en 2024)
- 1992 : Bercy 92 (Le texte original est une nouvelle fois modifié et devient : « Le chômage la bombe tu t'en fous de tout ça. »)
- 1993 : Parc des Princes 1993
- 1994 : À La Cigale (Interprété en version originale, en duo avec Ian Wilson)
- 2006 : Flashback Tour : Palais des sports 2006 (Les paroles subissent une fois encore une légère actualisation : « le chômage les grèves tu t'en fous de tout ça »)
- 2007 : La Cigale : 12-17 décembre 2006
- 2013 : On Stage
- 2014 : Son rêve américain - Live au Beacon Theatre de New-York 2014 (sortie posthume en 2020)

### Reprises
- En 1984, Alain Bashung reprend la version de Johnny Hallyday[40],[41].

En 2022, Yarol Poupaud dans son album hommage à Johnny Hallyday Fils de personne, reprend Hey Joe.